# Tréguidel

Tréguidel este o comună în departamentul  Côtes-d'Armor, Franța. În 2009 avea o populație de 615 de locuitori.